# Jacob Vosmaer
Jacob Vosmaer (Delft, c. 1584 — Delft, 1641) est un peintre de l'Âge d'or de la peinture néerlandaise.

## Biographie
Jacob Woutersz. Vosmaer naît à Delft vers 1584. Il est le fils de l'orfèvre Wouter Arentsz. Vosmaer (1542-1622) et Barber Simonsdr. (morte en 1604) et provient d'une ancienne lignée de Vosmeers.

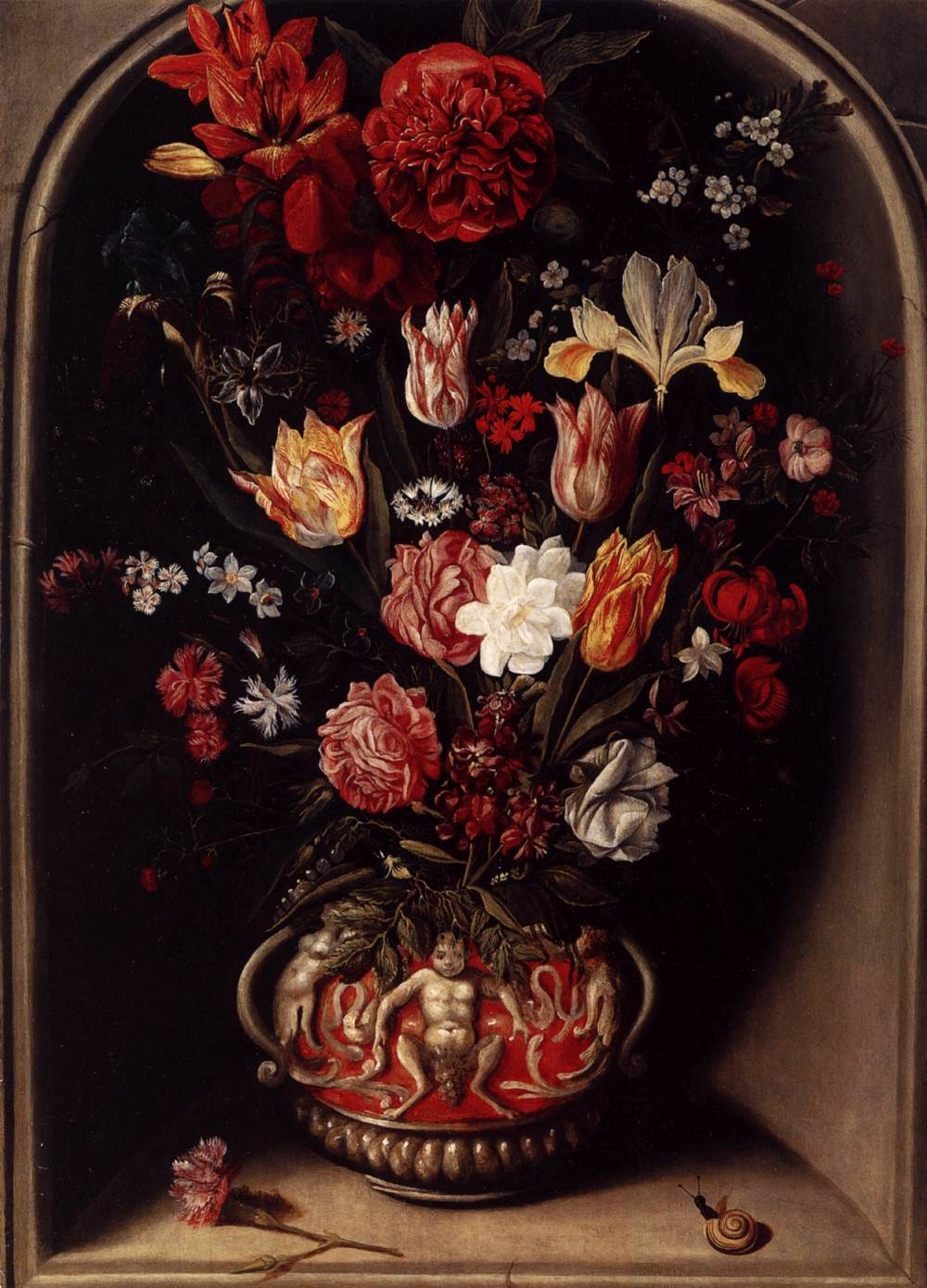
Vase de fleurs dans une niche (vers 1615, coll. priv.).

Élève de Jacob de Gheyn le Jeune, Vosmaer commence sa carrière comme peintre de paysage, mais se tourne ensuite vers les compositions florales, ce qui lui valut plus de succès. Il visite l'Italie dans sa jeunesse, en 1607-1608, et retourne à Delft en 1608, à l'âge de 24 ans, où il reste, épouse Anna Jans van der Graeff (morte en 1625) le 16 mars 1608 et devient un citoyen respecté, devenant un capitaine major de la schutterij,,. Il épouse en secondes noces Maria Wolpherts van den Berch (morte en 1649) le 30 décembre 1629.
Vosmaer devient membre de la guilde de Saint-Luc de Delft en 1613 et en devient le chef en 1633. Il fait partie de l'École de Delft. En plus des paysages et sujets floraux, on connaît de lui une marine, une vue de Mookerheide (nl), près de Mook, et des natures mortes de fruits, grâce à différents inventaires. Cependant aucune œuvre de lui n'est connue, à l'exception de natures mortes aux fleurs datées de 1616 à 1619, qui appartiennent à des collections privées. Une nature morte de fleurs à Mannheim, des exemples datés de 1616 à 1619 dans des collections privées.
Vosmaer a plusieurs élèves : le Danois Jakob Mogensen Ulfeldt (en), ses neveux Abraham (d) et Daniel Vosmaer ainsi que son fils, Jan (d). Il est par ailleurs l'oncle du peintre Christiaen van Couwenbergh.
Jacob Vosmaer meurt à le 30 juin 1641,.